# فیلیپ پتزشنر
 فیلیپ پتزشنر (انگلیسی: Philipp Petzschner؛ زادهٔ ۲۴ مارس ۱۹۸۴) یک تنیس‌باز اهل آلمان است.